# Conservatória
Conservatória são repartições públicas portuguesas em que são feitos registos de diversas naturezas, tais como:
- registo civil
- registo predial
- registo de automóveis
- registo comercial

Cada conservatória funciona sob a chefia de um "conservador", auxiliado por "ajudantes", que são divididos em três categorias: "ajudante principal", "ajudante de primeira classe" e "ajudante de segunda classe".
Também tem escriturários e escriturários superiores.